# Urk
Urk este o comună și o localitate în provincia Flevoland, Țările de Jos. Localitatea corespunde unei insule din IJselmeer existentă înainte de îndiguirea acesteia și realizarea polderelor.